# Krung Thai Bank Football Club
Maillots
Le Krung Thai Bank Football Club (en thaï : สโมสรฟุตบอลธนาคารกรุงไทย), plus couramment abrégé en Krung Thai Bank, est un ancien club thaïlandais de football fondé en 1977 et disparu en 2009, et basé à Bangkok, la capitale du pays.

## Histoire
Il disparaît en 2009 en cédant sa licence de première division au Bangkok Glass FC.

## Palmarès
| \| - Championnat de Thaïlande (3) : - Champion : 1987-88, 2002-03 et 2003-04. - Championnat de Thaïlande D2 (1) : - Champion : 1997. \| \| - Coupe de la Ligue thaïlandaise (1) : - Vainqueur : 1992. \| |  |                                                            |
| - Championnat de Thaïlande (3) : - Champion : 1987-88, 2002-03 et 2003-04. - Championnat de Thaïlande D2 (1) : - Champion : 1997.                                                                        |  | - Coupe de la Ligue thaïlandaise (1) : - Vainqueur : 1992. |

## Personnalités du club

### Entraîneurs du club
- Narong Suwannachot (2002 - 2003)
- Worrawoot Dangsamer (2003 - 2004)
- Aris Gulsawadpakdee (2004 - 2007)
- Attaphol Buspakom (2008)

### Anciens joueurs du club
- "Zico" Senamueang